# Marksist Leninist Komünist Parti
Die Marksist Leninist Komünist Parti (MLKP, türkisch für Marxistisch-Leninistische Kommunistische Partei) ist eine marxistisch-leninistische Organisation in der Türkei, die von der türkischen Regierung als Terrororganisation eingestuft wird.

## Entstehung und Ausrichtung
Die Partei wurde am 10. September 1994 in der Türkei durch den Zusammenschluss der drei Gruppen TKP/ML-Hareketi, TKİH und TKP/ML(YİÖ) gegründet. Sie veröffentlicht mehrere Zeitschriften, so die wöchentlich erscheinende Atılım (Der Vorstoß) und die zweimonatliche Partinin Sesi (Stimme der Partei). Ziel der Partei ist der Kommunismus, zu erreichen durch die Übergangsphase der Diktatur des Proletariats.
Bekannt wurde die Organisation durch Anschläge auf Gefängnisse in der Türkei, in denen politische Gefangene einsitzen. Mit ihren inhaftierten Anhängern wurden mehrmals Hungerstreiks und Mahnwachen durchgeführt.
Die MLKP sieht sich in der Tradition der großen drei illegalen und bewaffneten Organisationen der türkischen Linken der 1970er Jahre: Der maoistischen TKP/ML, gegründet von İbrahim Kaypakkaya, der THKP-C von Mahir Çayan und der THKO von Deniz Gezmiş sowie ihrer eigenen, direkten Vorläuferorganisationen, die aus Abspaltungen und Neugründungen aus den drei Anfangsorganisation entstanden sind.
Die Partei steht zu den Theorien von Marx, Engels, Lenin und Stalin und propagiert den revolutionären Kampf gegen die aus ihrer Sicht faschistische Türkei und für die gewaltsame, proletarische Revolution. Des Weiteren unterstützt sie stark die kurdische Befreiungsbewegung – es gibt laut eigenen Angaben sogar eigene Kurdistan-Strukturen in der Organisation – sowie den Kampf gegen Frauenunterdrückung und Sexismus.

## Organisierung und Aktivitäten
Die Partei erfüllt in der Türkei den Straftatbestand der „bewaffneten Bande“ und ist daher verboten. Prinzipiell ist sie nach ihren eigenen Aussagen in vollem Maße klandestin und in Zellen als Basis organisiert. Die Organisation dürfte in den letzten Jahren nach Einschätzungen linker Kreise einigen Einfluss in den Armen- und Arbeitervierteln der größeren Städte gewonnen haben – vor allem auch in Istanbul und dem umliegenden Agglomerationsraum. Sie gilt bereits als stärkste der illegal aktiven linken Organisationen der Türkei.
Mit der Kommunistischen Jugendorganisation (türkisch Komünist Gençlik Örgütü, kurz: KGÖ) verfügt die MLKP auch über eine eigene Jugendorganisation.

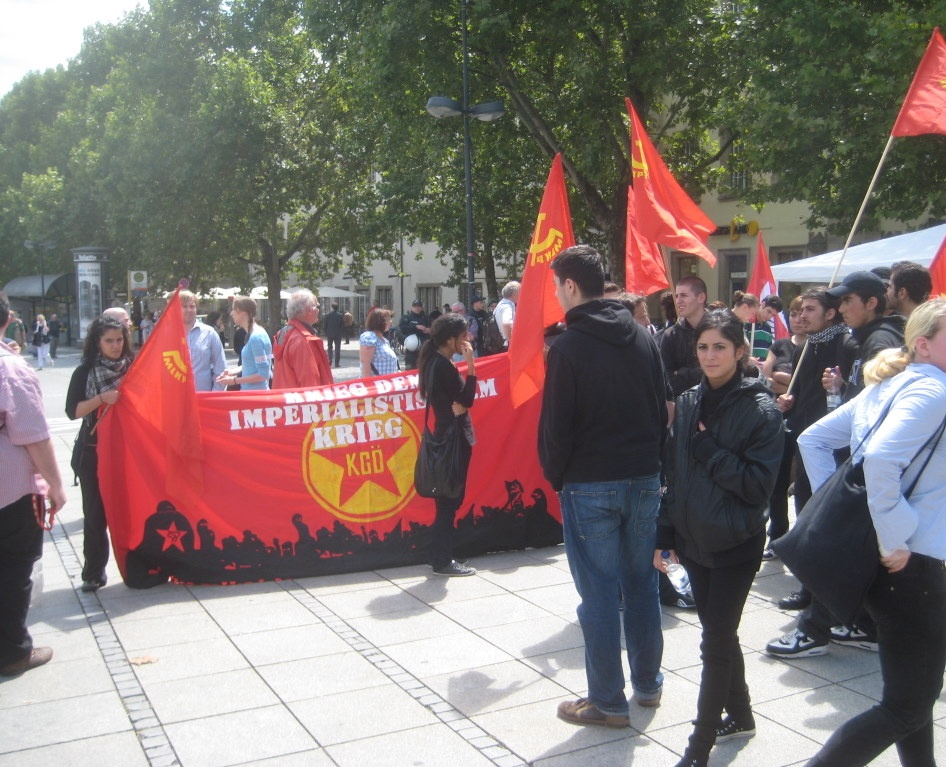
Mitglieder der MLKP/KGÖ während der Demonstration gegen das Bundeswehrgelöbnis am 30. Juli 2010 in Stuttgart

Die MLKP bekennt sich zum Mittel von Gewalt und illegalen Aktivitäten im politischen Kampf. Im Grundsatzdokument Mit der MLKP zur Revolution, zum Sozialismus heißt es dabei:

„Dem Verständnis der MLKP zufolge sind die Aktionen von revolutionärer Gruppen- und Massengewalt gegen die konterrevolutionäre Gewalt gerechtfertigte und wirkungsvolle Mittel des politischen Kampfes.“

Teile ihrer Aktivitäten sind daher auch geprägt von Anschlägen, symbolischen Angriffen und (Straßen-)Kämpfen mit staatlichen Sicherheitskräften. Militante Aktivitäten – sowie insgesamt alle illegalen Aktionen – werden in der Regel als Milizen der MLKP durchgeführt und auch in dieser Form veröffentlicht. Des Öfteren führen die Milizen der MLKP Symbolaktionen durch, bei der etwa belebte Straßen – vor allem in den bekannten Armen- und Arbeitervierteln der Städte – mit Barrikaden und durch mit Waffen und Molotow-Cocktails bewaffnete Mitglieder abgeriegelt, Parolen gerufen und an Wände gesprüht sowie Flugblätter verteilt werden.
Daneben sind die MLKP und ihre Milizen an Straßenkämpfen beteiligt, wie sie etwa bei den schweren Unruhen in Gaziosmanpaşa (kurz „Gazi“), einem bekannten Istanbuler Arbeiterviertel, im Jahr 1995 stattfanden. Die Partei selbst beschreibt, dass sie einen großen Anteil an diesem Aufstand gehabt habe. Die Milizen verüben aber auch gezielte Anschläge. So wurde am 18. Mai 2010 die Parteizentrale der extrem nationalistischen und islamistischen Partei der Großen Einheit (türkisch Büyük Birlik Partisi) in Istanbul als Antwort auf die Ermordung eines kurdischen Jugendlichen in Muğla in die Luft gesprengt. Verletzt wurde dabei niemand.
Anlässlich ihres 4. Parteitages führte die MLKP nicht nur in der Türkei, sondern auch in anderen Ländern Europas Aktionen durch. Laut dem baden-württembergischen Verfassungsschutz zeigten die Anhänger der MLKP ihre Gewaltbereitschaft unter anderem auch während des NATO-Gipfels am 3. und 4. April 2009 in Straßburg, wo sie sich den NATO-Gegnern und den Aktionen des schwarzen Blocks anschlossen.
Es existieren offensichtlich auch legale Strukturen, in denen sich die MLKP bewegt. Im Unterschied zu anderen Untergrundstrukturen nutzt die Partei ihrem Selbstverständnis zur Folge auch legale Möglichkeiten der Meinungsbildung. Sicherheitsbehörden der Türkei werfen einigen legalen politischen Organisationen in diesem Kontext oft vor, „Frontorganisationen“ der MLKP zu sein, und begründen damit Repressionsschläge gegen diese Strukturen.
Neben so genannten „Arbeiterkonferenzen“, die die MLKP organisiert, beteiligt sie sich an und unterstützt Streiks und Betriebskämpfe. Nach eigenen Aussagen ist sie auch in den Stadtteilen besonders aktiv.

## Strafverfolgung
Durch die Illegalität und die der MLKP angelasteten Straftatbestände fanden des Öfteren auch groß angelegte Polizeiaktionen gegen die Organisation statt, bei denen auch immer vermeintliche Mitglieder festgenommen wurden – offensichtlich ohne die Partei dadurch langfristig zu schwächen. In türkischen Gefängnissen sitzen mehrere Dutzend gefangene MLKP-Aktivisten.
Hatice Duman, die Herausgeberin der Partei-Zeitung Atılım, wurde am 9. April 2003 inhaftiert und später zu lebenslanger Haft verurteilt.
Am 8. September 2006 wurden in einer in Istanbul und sechs weiteren Provinzen gleichzeitig durchgeführten Razzia 20 von 23 festgenommenen Angehörigen der MLKP inhaftiert und umfangreiches Material einschließlich Waffen und Sprengstoffe sichergestellt. Nach Angaben des Provinzgouverneurs von Istanbul wurde damit eine im September 2004 unter dem Codenamen „Gaye“ („Ziel“) begonnene geheimdienstliche Operation abgeschlossen.
Auch Anfang September 2009 wurden bei von der Anti-Terror-Abteilung der Istanbuler Polizei angeordneten groß angelegten Razzien verschiedene Räumlichkeiten legaler Organisationen in mehreren Städten durchsucht und mindestens 24 Aktivisten dieser legalen Organisationen festgenommen, denen man vorwarf, Vorfeldorganisationen der MLKP bzw. Mitglieder der MLKP zu sein.

Banner der Marxistisch-Leninistischen Kommunistischen Partei

## International
Die MLKP verfügt in einigen Ländern Europas außerhalb der Türkei über eigene Strukturen, so auch in Deutschland, ist aber im Ausland nicht verboten. Das Bundesamt für Verfassungsschutz betrachtet regelmäßig eine Gruppe von 600 Personen als zum Umfeld der MLKP gehörig.
Der deutsche Verfassungsschutz bringt regelmäßig drei Organisationen in Deutschland als so genannte „Verdachtsfälle“ mit der Partei in Zusammenhang: Die Föderation der Arbeitsimmigrant/innen aus der Türkei e. V. (AGIF), die Konföderation der unterdrückten Immigranten in Europa (AvEG-Kon), sowie der Jugendorganisation Young Struggle. Den Vereinen wird in diesem Zusammenhang eine „politisch-ideologisch[e]“ Nähe zur MLKP unterstellt.
Die Partei ist Mitglied der Balkankonferenz Kommunistischer und Arbeiterparteien (BCCWP).
Die MLKP ist zusammen mit fast 50 weiteren Parteien und Organisationen, darunter der Bolşevik Parti (Kuzey Kürdistan-Türkiye), der Marxistisch-Leninistischen Partei Deutschlands (MLPD) und der Türkiye İhtilalci Komünistler Birliği, aus insgesamt 33 Ländern Gründungsmitglied der International Coordination of Revolutionary Parties and Organizations (ICOR), die am 6. Oktober 2010 gegründet wurde.
Mitglieder der MLKP sind im Syrischen Bürgerkrieg in Einheiten der YPG an der Verteidigung von Rojava gegen die islamistischen Organisationen Jabhat al-Nusra und Islamischer Staat aktiv, mindestens sieben MLKP-Mitglieder kamen dabei bisher ums Leben, darunter auch die aus Duisburg stammende Ivana Hoffmann, die am 15. März 2015 bei der Eroberung der Stadt Tell Tamer durch den Islamischen Staat ums Leben kam.